# Jadwichna
Jadwichna [pronunciación en polaco: /jadˈvixna/] es un pueblo ubicado en el distrito administrativo de Gmina Pęczniew, dentro del condado de Poddębice, Voivodato de Łódź, en el centro de Polonia. Se encuentra a unos 6 kilómetros al sur de Pęczniew, a 24 kilómetros al suroeste de Poddębice, y a 51 kilómetros al oeste de la capital regional Łódź.